# Amblyptilia
Amblyptilia är ett släkte av fjärilar som beskrevs av Jacob Hübner 1825. Amblyptilia ingår i familjen fjädermott.
Kladogram enligt Catalogue of Life och Dyntaxa:
| Amblyptilia | \| \| Stinksyskefjädermott, Amblyptilia acanthadactyla \| \| \| \| \| \| Amblyptilia japonica \| \| \| \| \| \| Amblyptilia pica \| \| \| \| \| \| Stormhattsfjädermott Amblyptilia punctidactyla \| \| \| \| \| \| Amblyptilia stoltzei \| \| \| \| |
|             | \| \| Stinksyskefjädermott, Amblyptilia acanthadactyla \| \| \| \| \| \| Amblyptilia japonica \| \| \| \| \| \| Amblyptilia pica \| \| \| \| \| \| Stormhattsfjädermott Amblyptilia punctidactyla \| \| \| \| \| \| Amblyptilia stoltzei \| \| \| \| |
|             | Stinksyskefjädermott, Amblyptilia acanthadactyla |
|             | |
|             | Amblyptilia japonica |
|             | |
|             | Amblyptilia pica |
|             | |
|             | Stormhattsfjädermott Amblyptilia punctidactyla |
|             | |
|             | Amblyptilia stoltzei |
|             | |

## Bildgalleri

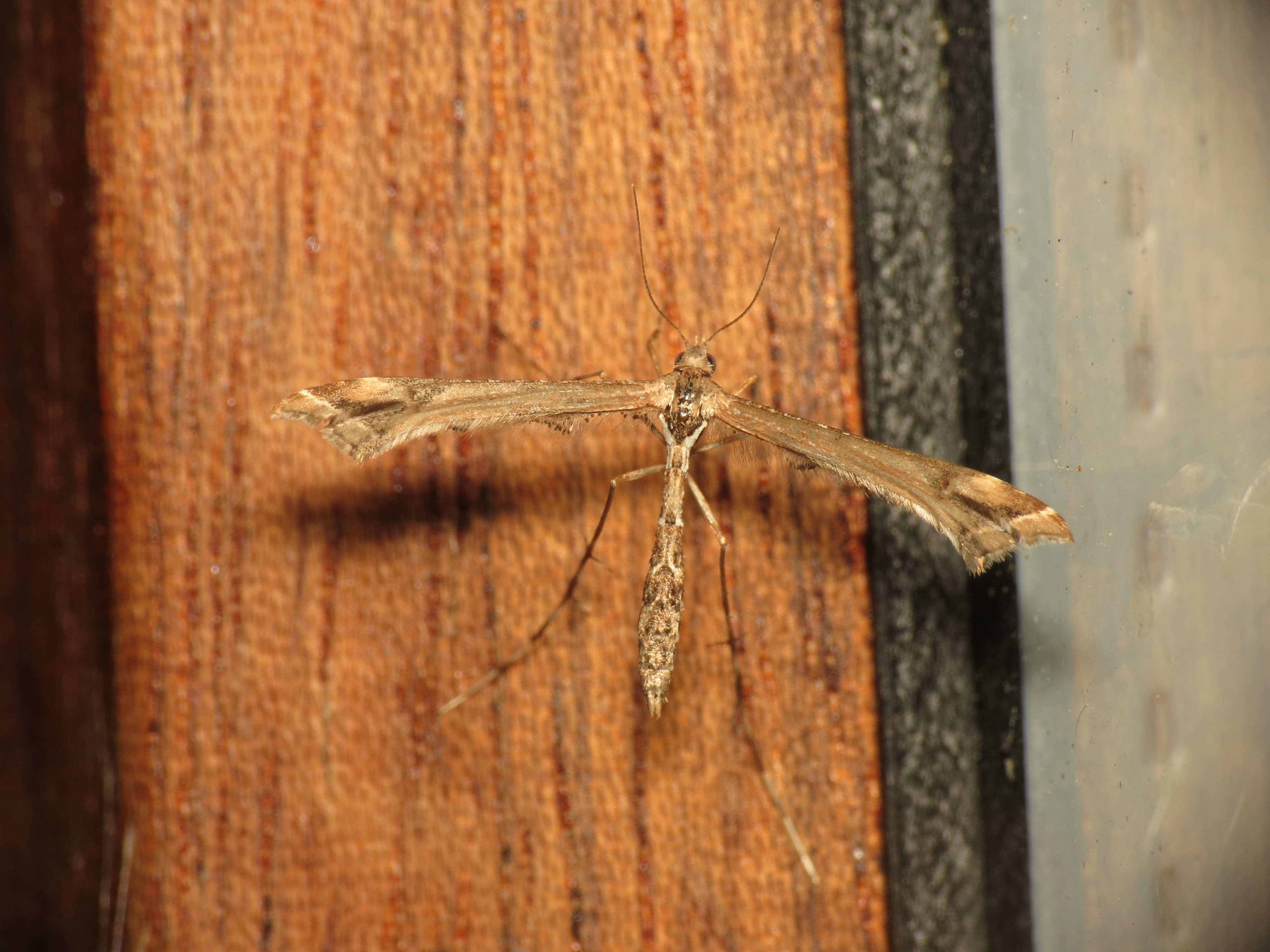
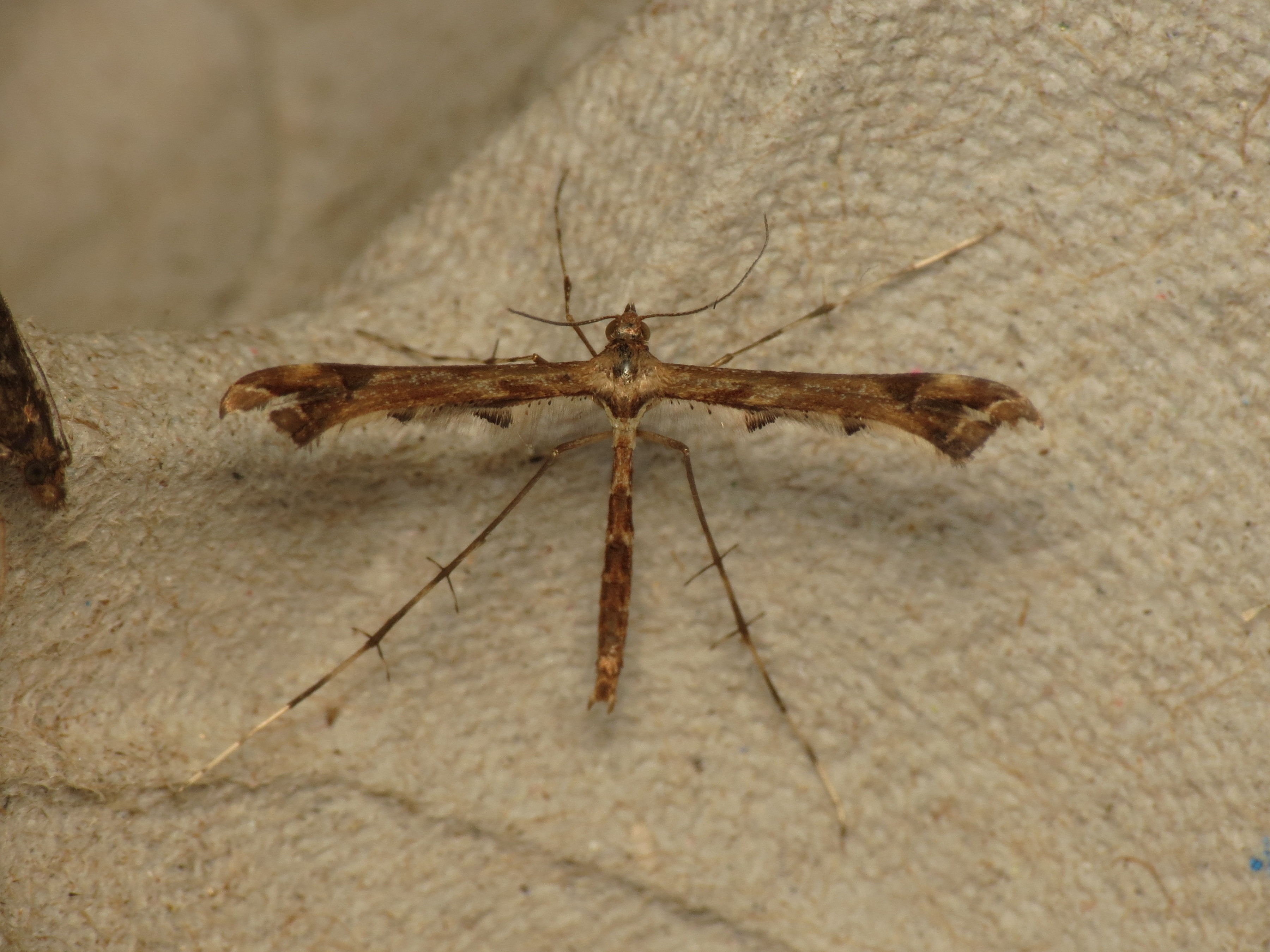
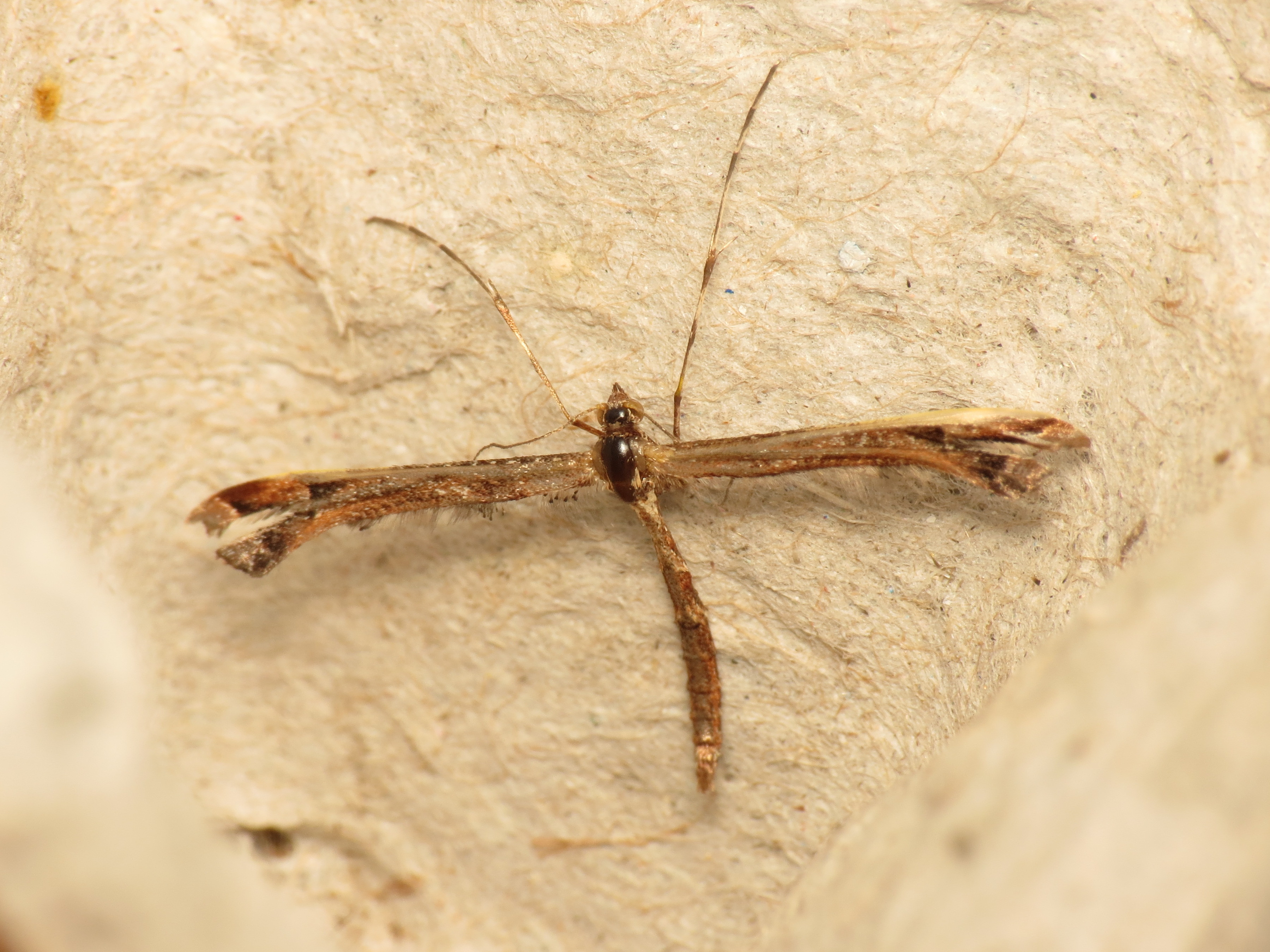
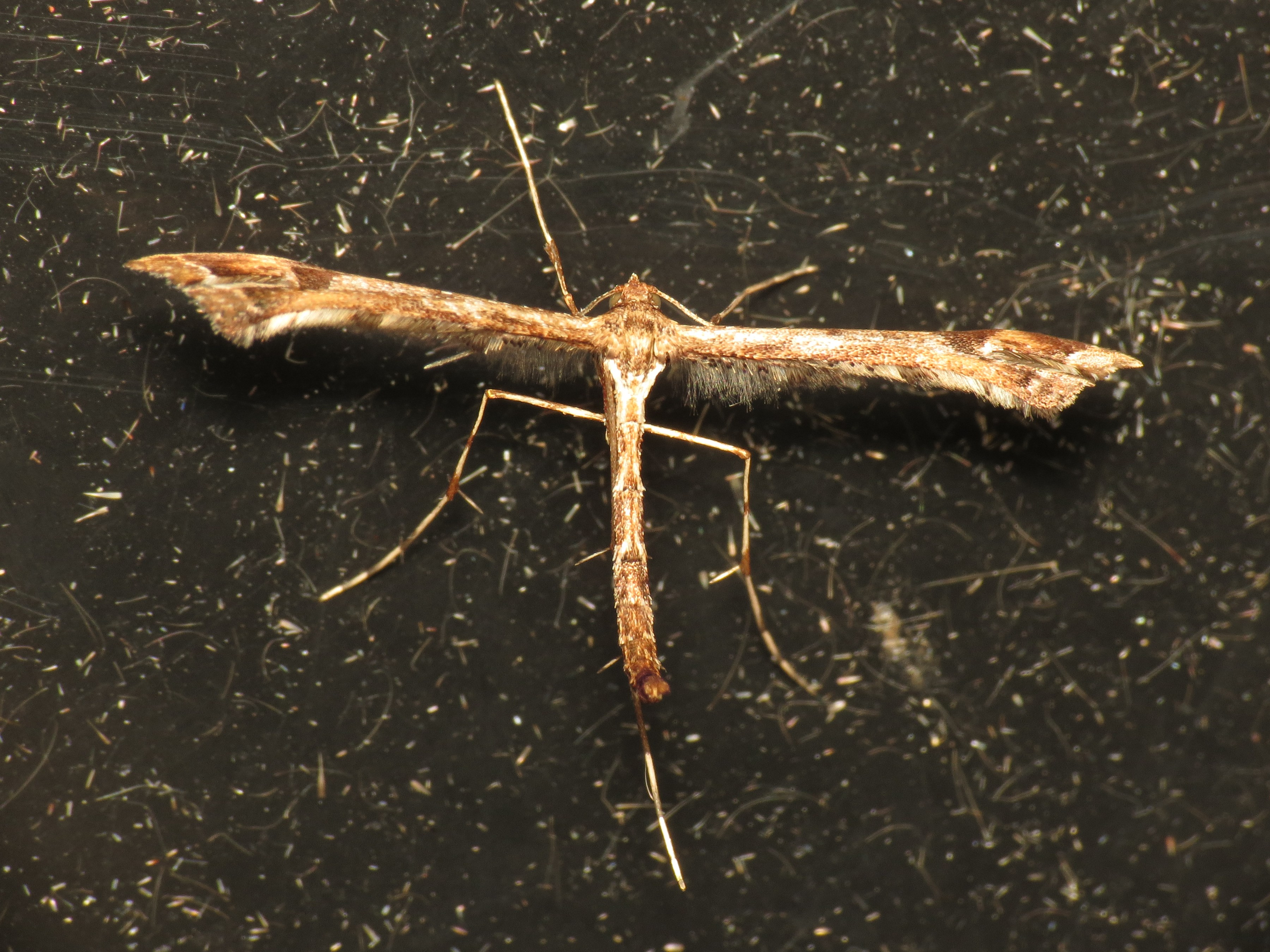
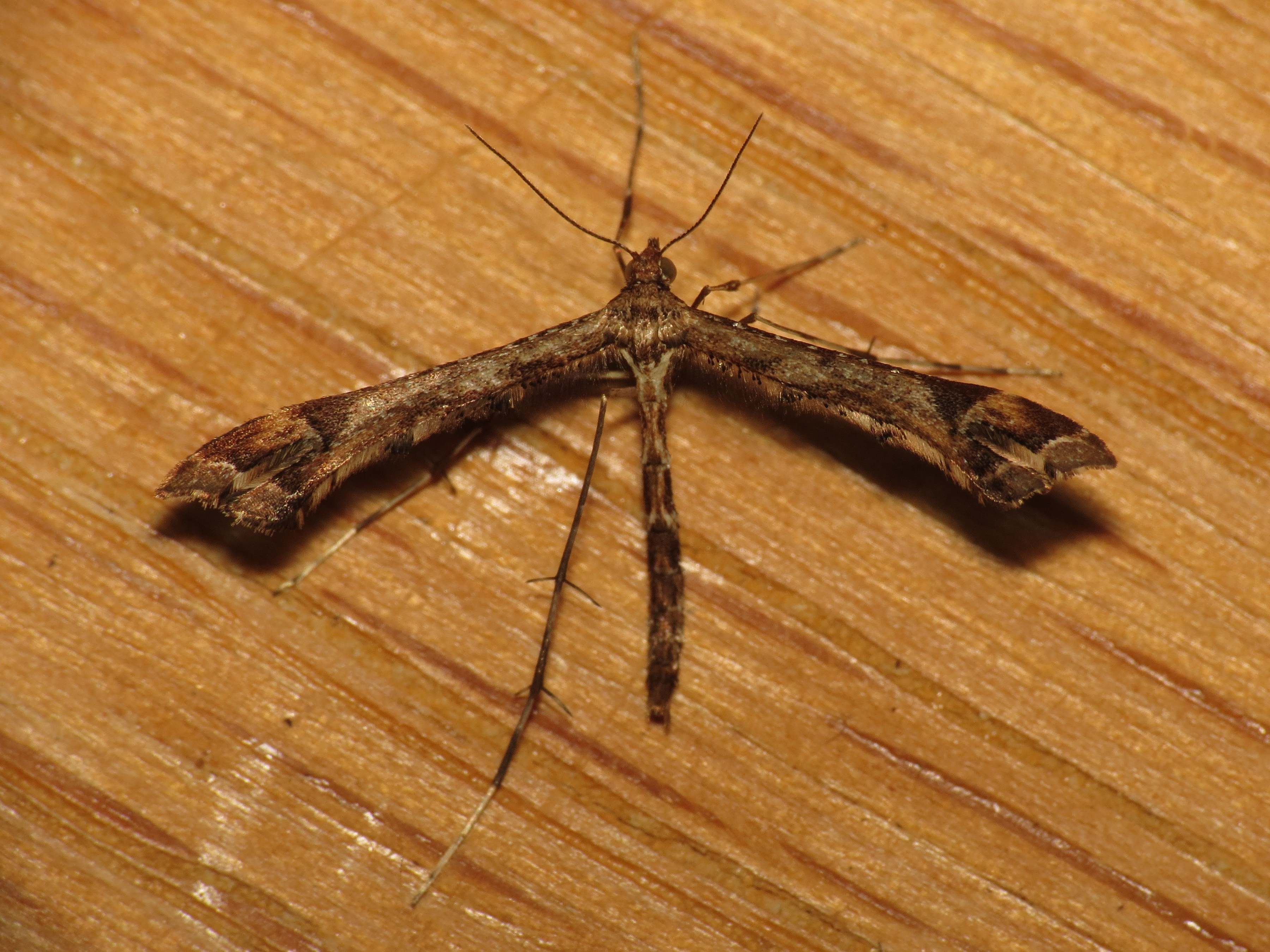
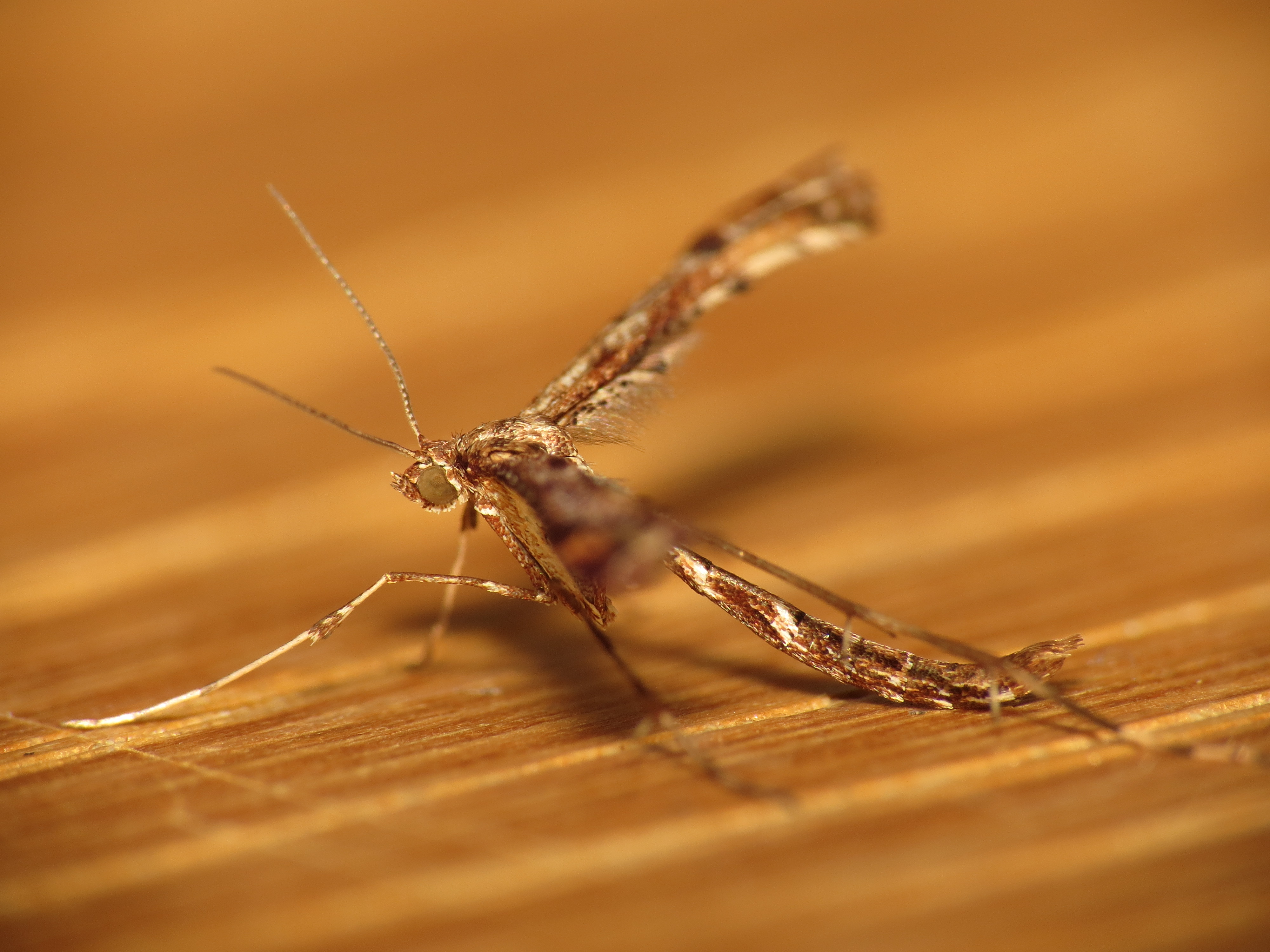